# Мейнерт, Николай Павлович
Николай Павлович Мейнерт (6 сентября 1953, Таллин — 25 февраля 2021, Хельсинки) — эстонский рок-журналист, организатор и исследователь рок-движения, социолог, политолог, трэвел-журналист.

## Биография
Родился 6 сентября 1953 года в Таллине.
С 1975 по 1980 год Николай Мейнерт учился на философском факультете Московского государственного университета (кафедра истории зарубежной философии).
Вёл музыкальные программы Эстонского радио и ТВ о советских и зарубежных рок-группах (в частности, с 1980 года у Мейнерта была своя рок-передача на эстонском радио). Автор многочисленных публикаций (включая первую статью про группу «Кино» в официальной прессе в 1985 г.) и книг.
В 1974 году Мейнерту удалось опубликовать в печатном органе газете эстонского комсомола «Молодежь Эстонии» статью «Ансамбль „Deep Purple“», в которой, помимо «Deep Purple», также упоминались группы «The Beatles», «Cream», «Uriah Heep» и «Nazareth».
В 1975 году благодаря Мейнерту в Таллине состоялись концерты легендарных ленинградских групп «Мифы» с Ольгой Першиной и «Большой железный колокол».
В 1976 году был соорганизатором знаменитого рок-фестиваля в Таллине, на который официальным порядком пригласил «Машину времени» и содействовал неофициальному приглашению Бориса Гребенщикова и группы «Аквариум».
Входил в состав жюри I и II фестивалей Ленинградского рок-клуба.
В апреле 1987 года Николай Мейнерт участвовал в работе жюри Первого Новосибирского рок-фестиваля, где дебютировал на большой сцене Егор Летов. Мейнерт фактически первым вывел своими публикациями Егора Летова и «Гражданскую оборону» в медийное пространство страны.
В 1987 году был одним из организаторов и председателем жюри Подольского рок-фестиваля.
В декабре 1988 года Мейнерт в Таллине учредил при издательстве «Ээсти раамат» двадцатичетырёхполосный рок-журнал «ЗЗЗ» («За Зелёным Забором»), расходившийся по всей стране невиданным прежде для самиздата тиражом 5 000 экземпляров.
В 1989 году Николай Мейнерт написал и издал первую в СССР книгу о рок-группе «Аквариум».
Автор документального фильма «Рок-культ» (1991).
Создал первую русскую коммерческую радиостанцию в Эстонии «Радио Таллинн», позднее преобразованную в «Радио 100».
В 2000-х годах Николай Мейнерт выступал экспертом по североевропейской политике, странам Балтии, отношениям России и Европейского Союза, работал корреспондентом «Радио Свобода» в Стокгольме.
Являлся редактором североевропейского экономического журнала «Новые рубежи», распространяемого в девяти странах. Работал главным редактором информационной службы "Uspehee Таллин-Хельсинки".
С 1992 года Николай Мейнерт жил в Хельсинки.
Умер 25 февраля 2021 года в Хельсинки после продолжительной болезни.
Похоронен 13 марта 2021 года на старом таллинском кладбище Хийу-Раху.

## Семья
- Жена — Любовь Мейнерт (с 1976 года, встретились во время учёбы на философском факультете МГУ).
  - Сын — Роман, также выпускник философского факультета МГУ.

## Книги Николая Мейнерта
- Николай Мейнерт Группа «Аквариум». — Таллин: Йоонет, 1989. — 78 с.
- Николай Мейнерт Группа «Наутилус Помпилиус». — Таллин: Nutus, 1991. — 156 с.